# Halichoeres pelicieri
Halichoeres pelicieri Randall & Smith, 1982 è un pesce di acqua salata appartenente alla famiglia Labridae.

## Distribuzione e habitat
Proviene dalle barriere coralline dell'ovest dell'oceano Indiano, in particolare dalle Mauritius e dal Sudafrica. Nuota fino a 85 m di profondità in zone con fondali sabbiosi.

## Descrizione
Presenta un corpo allungato, non particolarmente alto né compresso ai lati, con la testa dal profilo abbastanza appuntito. La lunghezza massima registrata è di 4.9 cm. La colorazione non varia molto, e una caratteristica di questa specie è la fascia bianca piuttosto ampia, che parte dalla bocca e termina sul peduncolo caudale, dove negli esemplari femminili c'è una macchia nera. Il ventre è pallido, il dorso è rosato o marrone nelle femmine e tendente al verdastro nei maschi.

## Conservazione
Questa specie viene classificata come "dati insufficienti" (DD) dalla lista rossa IUCN perché potrebbe essere minacciata dal degrado del suo habitat e perché non si hanno ancora informazioni precise sul suo areale.